# Gabriele Concoregio
Gabriele Concoregio (Milano, XV secolo – ...) è stato un umanista e letterato italiano.

## Biografia
Ricevette un'educazione umanistica a Mantova, dove fu allievo alla Ca' Zoiosa dell'umanista Vittorino da Feltre, dal quale apprese la lingua greca e latina. Completati gli studi, fu assunto nel 1435 dal comune come precettore per insegnare grammatica. Nel 1439 fu costretto a lasciare la città e la famiglia a causa della peste. Iniziò il peregrinare tra Cremona, Mantova e nuovamente Brescia, dove ritornò all'insegnamento.